# Sokawangi
Sokawangi is een bestuurslaag in het regentschap Pemalang van de provincie Midden-Java, Indonesië. Sokawangi telt 5345 inwoners (volkstelling 2010).